# 척주

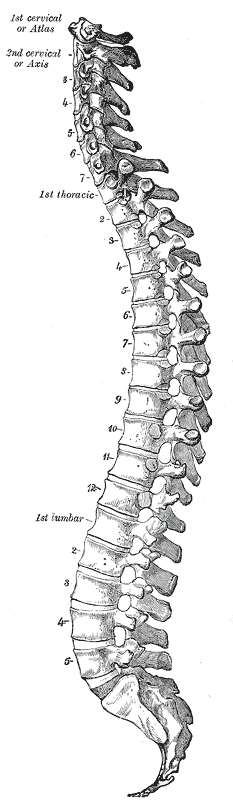
옆에서 본 척주

척주(영어: spinal column, vertebral column, backbone, spine) 또는 등골뼈는 인체해부학에서 몸통의 뒤쪽에서 몸을 지지하는 기둥 구조물 뼈로 흔히 등뼈라고도 부른다. 척추(vertebra)는 척주를 이루는 각각의 하나의 뼈이다. 척주는 33개의 척추로 구성되며 각각 척주원반에 의해 분리된다(엉치뼈와 꼬리뼈는 제외한다). 척주에는 척추관이라 하는 공간이 있으며, 그 안에 척수를 둘러싸고 보호한다.
척추뼈들은 짧은뼈(단골, short bone)에 속하며, 중심이 되는 척추뼈몸통(추체)과 후상방으로 나와 있는 활 모양의 척추뼈고리(추궁), 그리고 여러 돌기(process) 등으로 구성되며, 척추뼈몸통과 척추뼈고리에 둘러싸여 커다란 척추뼈구멍(추공)이 이루어진다. 각 척추뼈는 부위에 따라 각기 특유의 형태를 하고 있으므로 일괄적으로 그 특징을 단정짓기는 어렵다. 목뼈(경추)는 전반적으로 두께가 얇고 척추뼈구멍이 크다. 특히 제1목뼈는 형태가 다른데, 척추뼈몸통이 결여되어 있어서 거의 고리 모양이 되어 고리뼈(환추, atlas)라고도 한다. 또한 제2목뼈의 형태도 조금 달라 척추뼈몸통의 위쪽에 이빨, 또는 새끼손가락 끝 모양처럼 보이는 치아돌기(치상돌기, odontoid process)가 울퉁불퉁 튀어나와 있고, 고리뼈는 이것을 축으로 해 머리뼈를 실은 채로 회전해 중쇠뼈(축추, axis)라고도 한다. 치아돌기는 고리뼈의 척추뼈몸통에 해당되는 것으로 이 돌기 덕분에 중쇠뼈는 책상다리를 한 사람과 매우 비슷한 형태를 한다. 등뼈(흉추)와 허리뼈(요추)는 하위일수록 커진다. 엉치뼈(천골)는 5개가 합쳐지고 꼬리뼈(미골)는 작고 척추뼈구멍이 없다.
각 척추뼈는 근육분절(myotome)과 근육분절의 사이에 위치해 구부리는 것이 가능하게 되어 있고, 척추뼈 사이에는 추간판(척추디스크)이 존재한다.
포유류 중에서는 목이 무척 긴 기린이나 목이 무척 짧은 멧돼지도 목뼈가 7개로 일정하다. 쥐를 예로 들면, 목뼈가 7개, 등뼈는 12개로 갈비뼈가 등뼈에 달려 있다. 허리뼈는 5개이고, 엉치뼈의 5개는 합쳐지고 꼬리뼈 28개가 여기에 이어져 있다. 연골어류에서는 척주가 평생 연골의 상태로 있다. 원구류(칠성장어)에서는 척색에 이어 연골편이 약간 생긴다. 만지면 오돌토돌하다.

## 척주 굽이

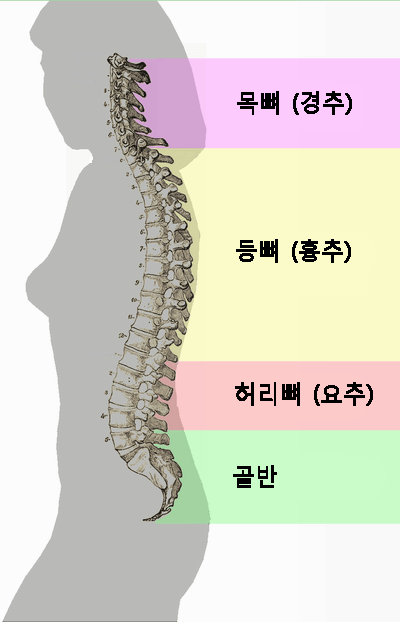
척주의 각 부위

척주를 옆에서 바라보면 여러 번 굽어진 곡선모양인데, 곡선의 방향과 각 척주의 부위가 일치한다. 각 부위란 목뼈, 등뼈, 허리뼈, 그리고 골반을 의미한다.
목굽이는 앞쪽으로 볼록한 모양이며, 치아돌기의 꼭지부터 시작하여 제2등뼈의 중간에서 끝난다. 목굽이의 각도는 다른 굽이에 비해서 가장 작다.
등굽이는 앞쪽으로 오목한 모양이며, 제2등뼈의 중간부터 시작하여 제12등뼈 중간에서 끝난다. 제7등뼈의 가시돌기가 뒤쪽에서 가장 튀어나온 부분이다.
허리굽이는 앞쪽으로 볼록한 모양이며, 마지막 등뼈의 중간부터 시작하여 허리엉치각(sacrovertebral angle)에서 끝난다. 가장 아래쪽 척추뼈 3개의 굽이 각도가 위쪽 척추뼈 2개의 각도보다 훨씬 크며, 남성보다 여성에서 굽이가 더 뚜렷하다.
골반굽이는 앞쪽으로 오목한 모양이며, 허리엉치관절(sacrovertebral articulation)부터 시작하여 꼬리뼈의 끝에서 끝난다.
등굽이와 골반굽이를 일차굽이(primary curves)라고도 하는데, 왜냐하면 두 영역은 태아기 때 이미 굽이의 방향과 정도가 형성되어 성인까지 유지되기 때문이다. 반면, 목굽이와 허리굽이는 이차굽이(secondary curves)라고 하는데, 그 이유는 굽이의 방향이 태아기 때는 일차굽이처럼 앞으로 오목한 모양이다가 출생 후 앞으로 성장함에 따라 볼록하게 변화하기 때문이다. 목굽이의 경우 아기가 목을 가누고(3-4개월) 똑바로 앉을(9개월) 때쯤 형성되며, 허리굽이는 아기가 걷기 시작하는 12-18개월쯤 형성된다.

### 각 척추뼈의 이름
척주는 총 33개의 척추뼈로 구성되는데, 이는 꼬리뼈를 4개의 척추뼈로 계산했을 경우이다. 각 척추뼈는 위치한 영역에 따라 이름이 붙여지는데 위에서부터 순서대로 보자면,
- 목뼈: 7개의 척추뼈 (C1–C7)
  - 제1목뼈(C1)은 "고리뼈"라고도 하며 목을 지지하는 역할을 한다. 제2목뼈(C2)는 "중쇠뼈"라고도 하고, 제7목뼈(C7)는 "솟을뼈"(융추, vertabra prominens)라고도 한다.
  - 등뼈나 허리뼈와 달리 가시돌기의 끝이 두갈래로 갈라져 있다. (제1목뼈와 제7목뼈는 갈라져있지 않음)
  - 오로지 목뼈에만 가로구멍(transverse foramen)이 있다.
  - 몸통이 작다.
- 등뼈: 12개의 척추뼈 (T1–T12)
  - 갈비뼈머리와 관절을 형성하는 갈비오목(costal facet)이 다른 척추뼈에는 없는 특징
  - 몸통은 목뼈와 허리뼈의 크기에 비하면 중간크기
- 허리뼈: 5개의 척추뼈 (L1–L5)
  - 몸통이 크다.
  - 갈비오목도 없고, 가로구멍도 없다.
- 엉치뼈: (결합된) 5개의 척추뼈 (S1–S5)
- 꼬리뼈: (결합된) 4(3–5)개의 척추뼈

## 표면

### 앞면
앞에서 봤을 때, 척추뼈 몸통의 너비는 제2목뼈부터 제1등뼈까지 점점 넓어진다. 제1등뼈부터 제4등뼈까지 몸통 너비는 약간 감소하다가, 그 후로 다시 넓어지기 시작하여 허리엉치각에 도달할 때까지 계속 넓어진다. 허리엉치각 이후로 너비는 급격히 줄어들며 뾰족한 꼬리뼈로 끝난다.

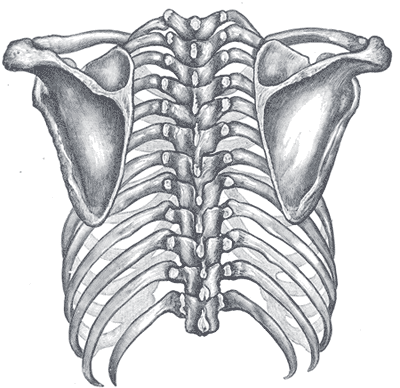
척추에서 흉곽의 위치

### 뒷면
- 가시돌기(spinous process): 뒷면에서 척추를 보면, 뒤정중선(median line)을 따라 가시돌기가 있다. 제2목뼈와 제7목뼈를 제외하고, 목뼈에서는 가시돌기가 다른 척추뼈에 비해 길이가 짧고 수평방향을 향해 돋아있으며 끝이 두갈래로 갈라져있다. 등뼈 같은 경우, 윗부분 등뼈는 돌기가 비스듬히 아래를 향하고, 중간부분 등뼈는 돌기가 거의 수직이며, 아래부분 등뼈는 돌기가 거의 수평이다. 허리뼈는 모두 거의 수평이다. 가시돌기의 간격은 허리뼈의 경우 확실하게 떨어져 있으나, 목뼈는 좀 더 간격이 좁고, 등뼈의 경우 거의 맞닿아있다. 척추에 골절이나 탈구가 발생했을 때 가시돌기 정렬이 중앙을 벗어나는데, 정상적으로도 벗어난 경우가 간혹 있다.
- 척추고랑(vertebral groove): 척추돌기 양편에는 척추고랑이라는 구조가 있다. 목뼈와 허리뼈는 척추판(lamina)로만 구성되어 얕고, 등뼈는 척추판과 가로돌기로 구성되어 깊고 넓다. 척추고랑에 등의 깊은층 근육이 기시한다.
- 관절돌기(articular process): 척추고랑 옆에는 관절돌기가 있다.
- 가로돌기(transverse process): 가로돌기는 관절돌기보다 더 측면에 있다. 목뼈에서는 가로돌기가 관절돌기보다 앞에, 뿌리(pedical)보다 옆에 위치한다. 등뼈에서는 가로돌기의 방향이 뒤쪽을 향하며, 관절돌기, 척추사이구멍, 뿌리보다 뒤쪽에 위치한다. 허리뼈에서는 관절돌기보다 앞쪽에 위치하지만, 척추사이구멍보다 뒤쪽에 위치한다.

### 옆면
옆면과 뒷면을 구분하는 기준은 목뼈와 허리뼈에서는 관절돌기이고, 등뼈에서는 가로돌기이다. 특히 등뼈의 옆면에는 중요한 구조물이 있는데, 갈비뼈의 머리와 만나 관절을 형성한다. 더 뒤쪽으로 척추뼈사이구멍가 있으며, 두개의 척추뼈패임이 맞닿아 타원모양의 구멍을 만든다. 구멍의 크기는 목뼈에서는 가장 작고, 내려갈 수록 크기가 점점 커져 마지막 허리뼈에서는 구멍이 가장 크다. 이 구멍을 통해서 척수 신경이 지나는데, 목뼈에선 가로돌기 사이로, 등뼈와 허리뼈에선 가로돌기 앞으로 나간다.

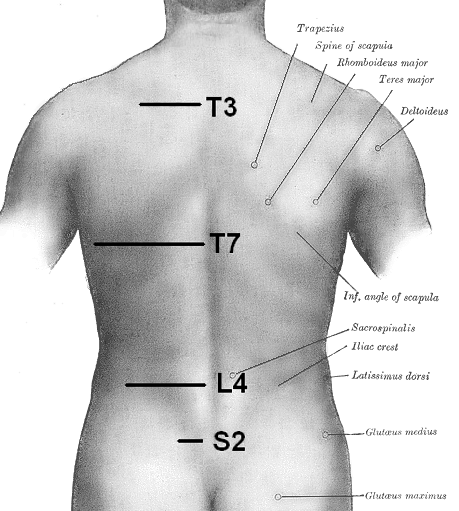
표면에서 본 척추의 높이

 제3등뼈(T3)는 어깨뼈가시 중간쯤에 위치한다. 제7등뼈(T7)는 어깨뼈아래각(inferior angle of scapula) 높이에 위치한다. 제4허리뼈(L4)는 엉덩뼈능선의 가장 높은 부분과 같은 높이에 위치한다. 제2엉치뼈(S2)는 위뒤엉덩뼈가시(Post. Sup. iliac spine) 높이에 위치한다. 제12등뼈(T12)는 가장 아래 갈비뼈를 촉지하여 따라가면 만질 수 있다. 제7목뼈(C7)는 목의 가장 아래에 튀어나와 있으며, 고개를 최대한 숙였을 때 목 뒤에 뾰족하게 만져진다.

## 척주관
척주관은 척추뼈 중에서, 목뼈, 등뼈, 허리뼈에는 추공(椎孔)이 있고 선골(仙骨)에는 중앙부에 세로로 선골관이 있어, 이들이 상하로 연결되어 1개의 관으로 되어 있는 것을 말한다. 이 중에는 척수와 그의 피막(被膜)인 수막(髓膜) 및 혈관, 척수에서 출입하는 전ㆍ후근 등의 말초신경의 일부 등이 들어있다.

## 비정상
간혹, 척추판의 융합이 불충분하게 일어나면 필연적으로 척추의 아치에 틈새가 생기게 되고, 이 틈을 통해 경질막(dura mater), 거미막, 심지어 경우에 따라 척수까지 빠져나오게 되는데, 이런 기형을 척추갈림증이라고 한다. 이런 증상은 허리엉치 부위에 가장 흔하며, 등뼈나 목뼈 부위에도 간혹 발생할 수 있다. 심한 경우 척추 전체가 융합되지 않은 경우도 있다.
이외에 비정상적인 척추굽이로 다음과 같은 것들이 있다:
- 척주뒤굽음은 등뼈의 뒤굽이가 지나치게 많이 굽은 경우다. 이 경우 흔히 "곱사등", "곱추", 또는 "도와거 험프"라고 부르며, 골다공증 환자에서 흔히 발생한다.
- 척주앞굽음은 허리뼈의 앞굽이가 지나치게 많이 굽은 경우다. 임신한 여성은 일시적으로 척추앞굽음증이 발생할 수 있다.
- 척주옆굽음증은 척추가 옆으로 휘는 것으로 가장 흔한 척추굽이며, 전체 인구의 0.5%에서 발생한다. 여성에서 좀더 흔하다. 대개 하나 이상의 척추뼈 양쪽판이 불균등하게 성장함에 따라 발생한다. 천식이나 기흉에서 흔히 관찰되는 무기폐에서도 발생할 수 있다.
- 척추뒤전위는 하나의 척추체몸통이 주변 척추체몸통보다 뒤쪽으로 전위된 증상으로, 탈구보다는 조금 가벼운 증상이다.

## 사진

### 척주
|             |                                  |                  |
| 척주 옆모습 | 척주 안에 들어있는 척수 (윗모습) | 사람 뼈의 뒷모습 |

### 척주와 근육
|             |                           |
| 척주의 구조 | 척주와 주변 근육의 관계도 |

이러한 맥락에서 횡돌기극근(橫突起棘筋) 은 척추 횡돌기에서 일어나 더 위쪽의 척추 극돌기에 붙는, 등에 있는 고유 근육의 무리를 가리킨다. 뭇갈래근, 반극근, 돌림근이 있다. 이러한 횡돌기극근들은 척추와 근육의 물리적인 관계를 잘 살펴볼 수 있다. 한편 척추기립근은 골반기저근과 횡돌기극근과 협응한다.

## 같이 보기
- 인체 뼈 목록
- 척추동물
- 꼬리뼈
- 척주옆굽음증